# (424482) 2008 DG5
(424482) 2008 DG5 è un asteroide near-Earth ed anche un Oggetto potenzialmente pericoloso. Scoperto nel 2008, presenta un'orbita caratterizzata da un semiasse maggiore pari a 1,255459 UA e da un'eccentricità di 0,242695, inclinata di 5,708074° rispetto all'eclittica. Ha un periodo di rotazione di 11,162 ore.
Il 5 giugno 2025, alle 23.55 ora italiana, si è verificato un incontro ravvicinato tra l'asteroide e la Terra. Ha raggiunto la minima pari a circa 3,5 milioni di chilometri, nove volte la distanza media Terra-Luna. L'evento è stato trasmesso in diretta streaming dal Virtual Telescope Project.

## Prossimi incontri ravvicinati
Per i prossimi decenni sono previsti ben 14 incontri ravvicinati con l'asteroide (424482) 2008 DG5 Nella tabella è riportato anche l'evento del 2025 per un raffronto. 
| Data              | Distanza dalla Terra (Km) | Velocità (Km/s) |
| ----------------- | ------------------------- | --------------- |
| 25 giugno 2025    | 3.492.853                 | 6,208           |
| 18 settembre 2032 | 14.848.294                | 6,819           |
| 19 maggio 2049    | 29.383.449                | 11,987          |
| 1 luglio 2056     | 13.028.882                | 5,037           |
| 29 settembre 2063 | 26.973.253                | 10,592          |
| 2 giugno 2080     | 3.537.240                 | 6,933           |
| 13 agosto 2087    | 16.363.275                | 4,896           |
| 28 settembre 2094 | 23.235.530                | 9,716           |
| 30 maggio 2118    | 8.807.773                 | 8,048           |
| 1 luglio 2125     | 12.888.148                | 4,990           |
| 18 settembre 2132 | 14.046.711                | 6,230           |
| 4 giugno 2163     | 3.447.012                 | 6,817           |
| 27 giugno 2170    | 11.985.486                | 5,017           |
| 27 agosto 2177    | 15.853.739                | 4,740           |
| 25 settembre 2184 | 16.604.639                | 7,926           |